# Irrigador Éguisier

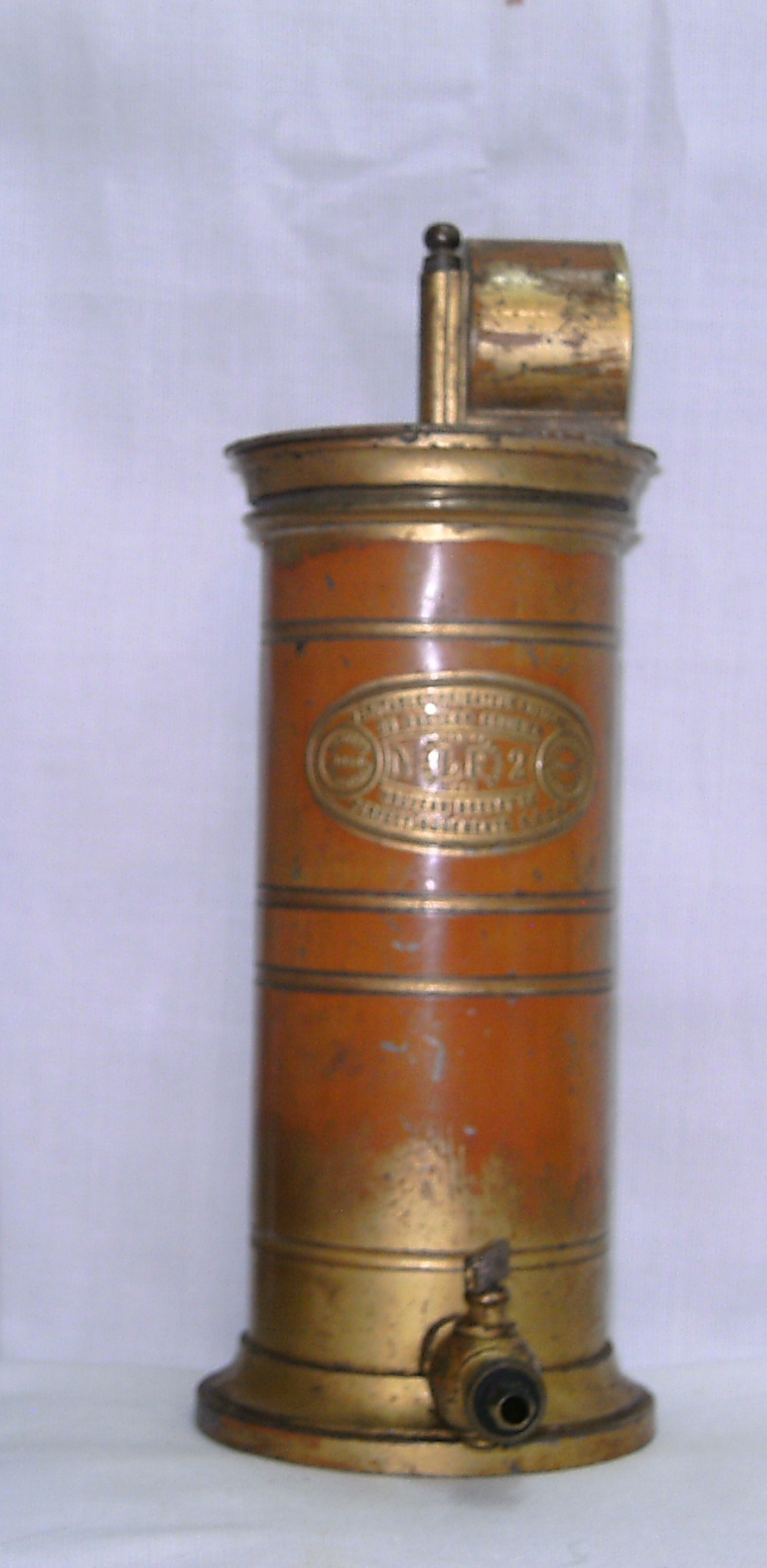
Imagen del irrigador Éguisier conservado en la Casa Museo del Voltreganès.

El irrigador Éguisier  es un aparato fabricado en Francia a mediados del siglo XIX, que durante muchos años tuvo varias aplicaciones en medicina: tratamientos de problemas en la matriz, enemas, inyecciones en la vejiga, tratamientos bucales y de la faringe, entre otros. En la Casa Museo del Voltreganès se conserva un ejemplar proveniente de la rectoría del Santuario de la Gleva.
El inventor describió su propio aparato a la patente como un aparato de doble circulación continúa, con reservorio cilíndrico de estaño o porcelana, dentro del cual un pistón de cremallera, movido por un resorte situado en la parte superior, impulsa el líquido por un tubo de caucho provisto de una cánula especialmente diseñada para producir una "doble corriente". Libault considera la cánula como una de las aportaciones más interesantes del irrigador que explica la superioridad de los Éguisier sobre los otros sistemas existentes.
Una de las ventajas del sistema Éguisier ante otros era su autonomía, ya que el paciente no necesitaba la ayuda de nadie para usarlo. Solo tenía que colocárselo sobre un mueble para hacerlo funcionar.
F. Liba patentó el sistema de funcionamiento de este tipo de irrigadores en 1842. Se cree que el nombre del aparato se debe a la colaboración entre Libault y el ginecólogo Éguisier, quien lo presentó públicamente a los médicos franceses un año más tarde, en 1843.

## Galería de imágenes

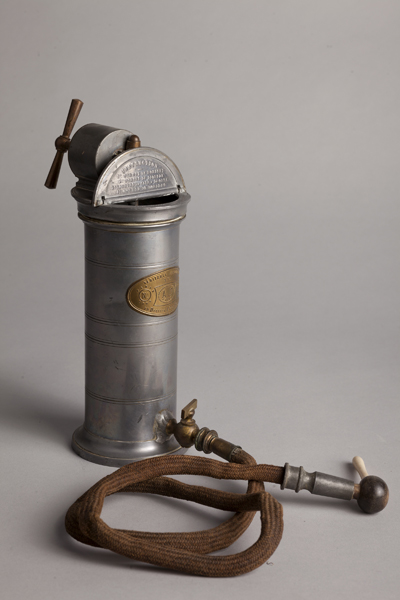
Irrigador del hospital de Notre Dame à la Rose en Lessines, Bélgica
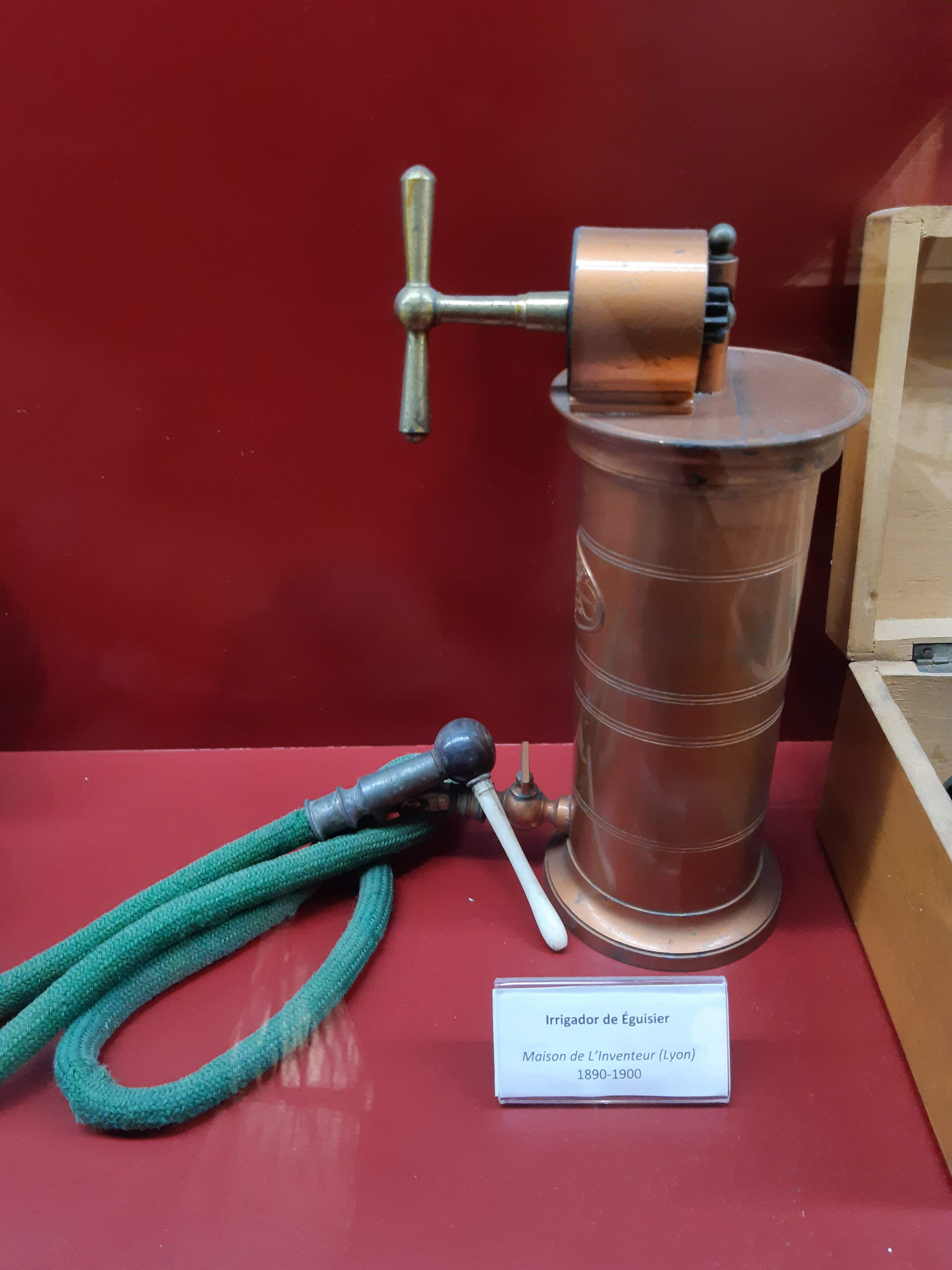
Irrigador de Eguisier, 1890 - 1900 en el Museo de la Minería y de la Industria de Asturias, España
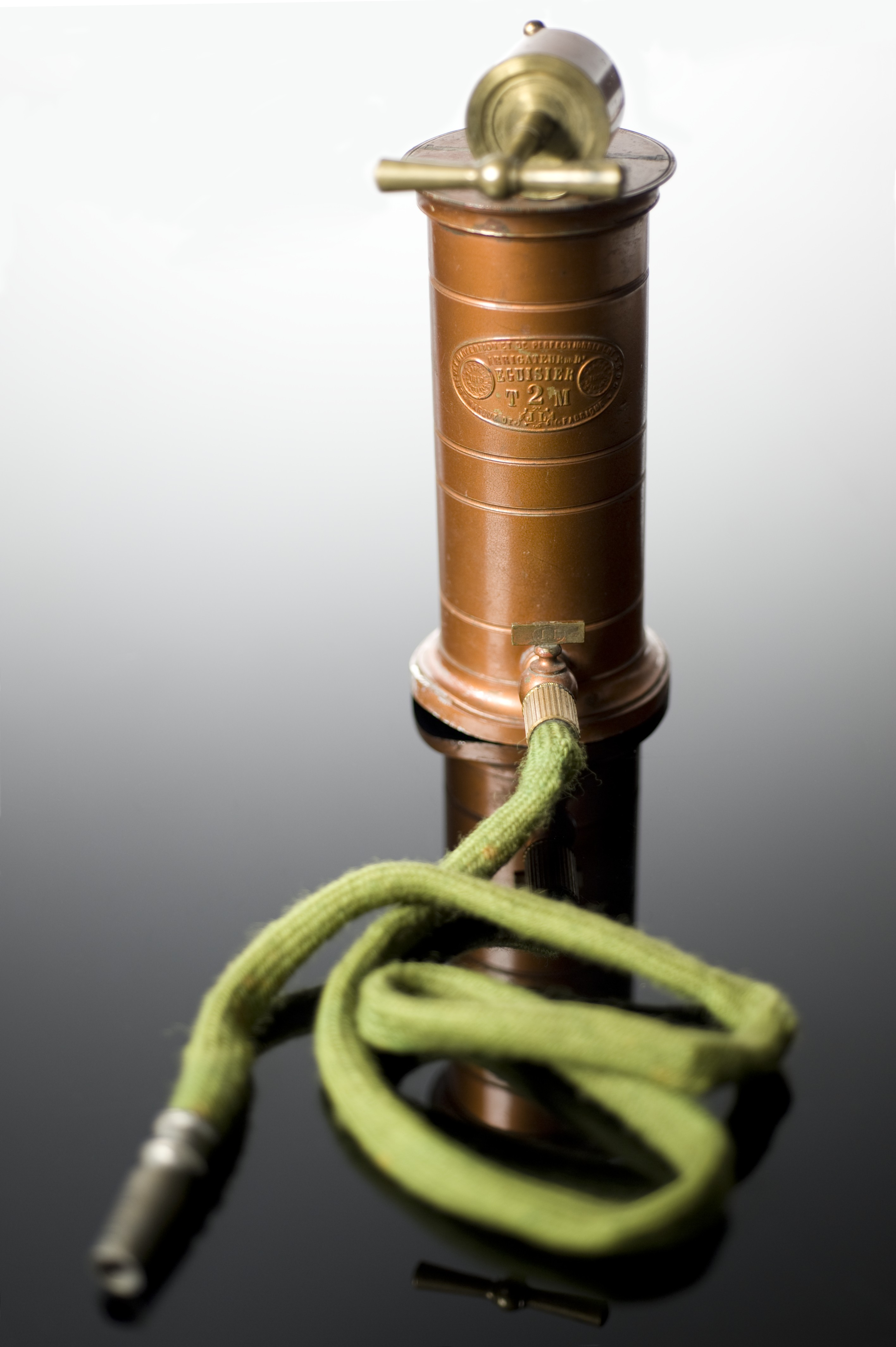
Irrigador de Eguisier en el museo de la ciencia de Londres, Inglaterra